# マリオ・アミズィッチ
マリオ・アミズィッチ（Mario Amizic）（1954年10月31日 - ）は、クロアチア（旧ユーゴスラビア）の卓球選手、卓球コーチ。

## 経歴
ユーゴスラビア・ザダル出身。
少年時代はユーゴスラビアのナショナルチームに所属していた。3年間、国内1部リーグのノビサドでプレーした。
24歳でプロコーチとなり、ゾラン・プリモラッツ（クロアチア）を発掘して世界レベルの選手に育てた。
若者を指導していた父親のトミスラフ・アミズィッチが彼のお手本となった。
1986年、ドイツ・ブンデスリーガのボルシア・デュッセルドルフのコーチに就任し、1999年まで同地に滞在した。
ドイツチャンピオン7回、欧州チャンピオンズカップ6回、ETTUカップ2回など、数々の成功を収めた。
ヨルグ・ロスコフはアミズィッチが就任した直後にデュッセルドルフに入団し、アミズィッチが去った翌年にデュッセルドルフを去った。
アミズィッチ在任中のデュッセルドルフの選手としては、ロスコフの他に、ブラディミル・サムソノフ、松下浩二、マイケル・メイスらが挙げられる。
1995年にはドイツ卓球コーチ協会（VDTT）からマリオ・アミジッチに「コーチ・オブ・ザ・イヤー」の称号が与えられた。
1995年から、アミジッチはバタフライ社とボルシア・デュッセルドルフの協力を得て、デュッセルドルフの卓球センターを運営した。
2000年から、日本卓球協会ナショナルチームコーチとしてジュニア選手などの育成に取り組んだ。
水谷隼もアミズィッチの指導を受けた。
マリオ・アミジッチには2人の息子がいる。
兄のレオ・アミジッチも卓球コーチとして活躍しており、最初はオーストリアで、その後1990年代半ばにはドイツのブンデスリーガチーム「TTFリーベヘル・オフセンハウゼン」に所属していた。